# Rengsdorf
Rengsdorf là một đô thị ở huyện Neuwied, bang Rheinland-Pfalz, nước Đức. Đô thị Rengsdorf có diện tích 6,91 km². Rengsdorf nằm ở Westerwald, cự ly khoảng 10 km về phía bắc Neuwied.
Rengsdorf là thủ phủ của Verbandsgemeinde ("đô thị tập thể") Rengsdorf. 
Đây là một thị xã du lịch.